# Drvna tehnologija
Drvna tehnologija znanstvena je disciplina unutar područja biotehničkih znanosti koja se bavi izučavanjem drva, njegove obrade i prerade.
Drvna tehnologija izučava porijeklo, građu, svojstva i greške drva kao materijala. Također izučava tehnologiju obrade drveta: alate, strojeve i postupke, kojima se drvo mehanički ili kemijski obrađuje i prerađuje. 
Mehaničkom obradom mijenja se oblik materijala, primjerice iz sirovine stabla obradom se dobivaju piljenice, koje su poluproizvod.
Kemijskom obradom mijenjaju se struktura i svojstva drveta. Tehnologija prerade izučava načine mehaničke ili kemijske prerade drva. Postupcima prerade od drva se dobiva niz proizvoda (ploče vlaknatice, papir, celuloza, octena kiselina, aceton, formaldehid, tanin, terpentinsko ulje, kolofonij i drugi).
Ciljevi drvne tehnologije su odabir najboljeg materijala u skladu s postavljenim zahtjevima konačnog proizvoda, iznalaženje načina obrade s minimalnom količinom otpadaka, uz što manji utrošak radnog vremena i energije, te dobivanje što trajnijeg proizvoda sigurnog za uporabu, visoke estetske kvalitete i pristupačne cijene.
U Hrvatskoj, kao zemlji bogatoj šumama, postoji tradicija gospodarenja šumama i drvne tehnologije i industrije. Fakultet šumarstva i drvne tehnologije u Zagrebu na Drvnotehnološkom odsjeku izvodi studij drvne tehnologije.

## Vanjske poveznice
Mrežna mjesta
- Drvnotehnološki odsjek Fakultet šumarstva i drvne tehnologije u Zagrebu  Arhivirana inačica izvorne stranice od 25. ožujka 2017. (Wayback Machine)
- Hrvatska komora inženjera šumarstva i drvne tehnologije
- Drvna industrija, znanstveni časopis za pitanja drvne tehnologije
- Hrvatske šume  Arhivirana inačica izvorne stranice od 25. ožujka 2017. (Wayback Machine)
- Drvna tehnologija Hrvatska tehnička enciklopedija, portal hrvatske tehničke baštine. LZMK